# 仁靖真人碑铭
28°02′49″N 117°01′56″E / 28.04694°N 117.03222°E
仁靖真人碑铭位于中华人民共和国江西省贵溪市上清镇嗣汉天师府内西部，于1959年被列为江西省文物保护单位。
“仁靖真人”是元代道士张留孙的封号。张留孙随三十六代天师入朝，被元世祖封为上卿，其弟子于1322年立“仁靖真人碑铭”，碑文由大学士赵孟頫奉旨撰文并书写。在文革中遭到严重破坏，裂为数块，碑座龟头龟尾被毁。现以水泥粘合，外用铁框加固。碑原在贵溪浮桥左家，1979年迁现址。2009年新建碑亭一座。